# Flaga Paryża
Flaga Paryża – flaga stolicy Francji. Jest pionowo podzielona pomiędzy tradycyjnymi kolorami Paryża, niebieskim i czerwonym, z których oba występują również w herbie miasta. 

Flaga Paryża z herbem.

Źródłem kolorów na fladze Paryża są niebieskie i czerwone paski na fladze Francji, podczas gdy kolor biały pierwotnie symbolizował monarchię. 
Na środku znajduje się herb miasta. 